# Secondo impeachment di Donald Trump

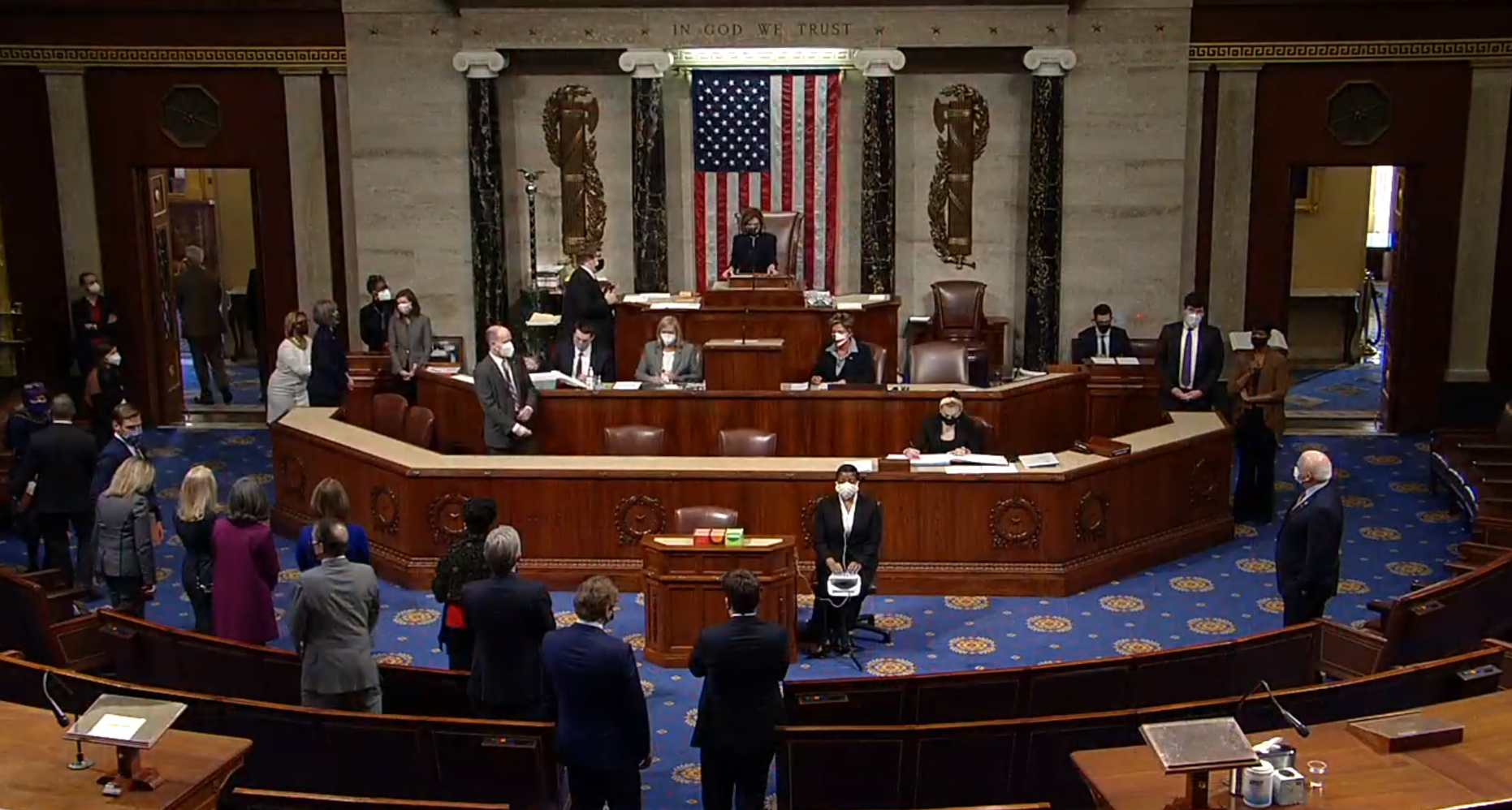
La Camera dei Rappresentanti mentre dà il via all'impeachment

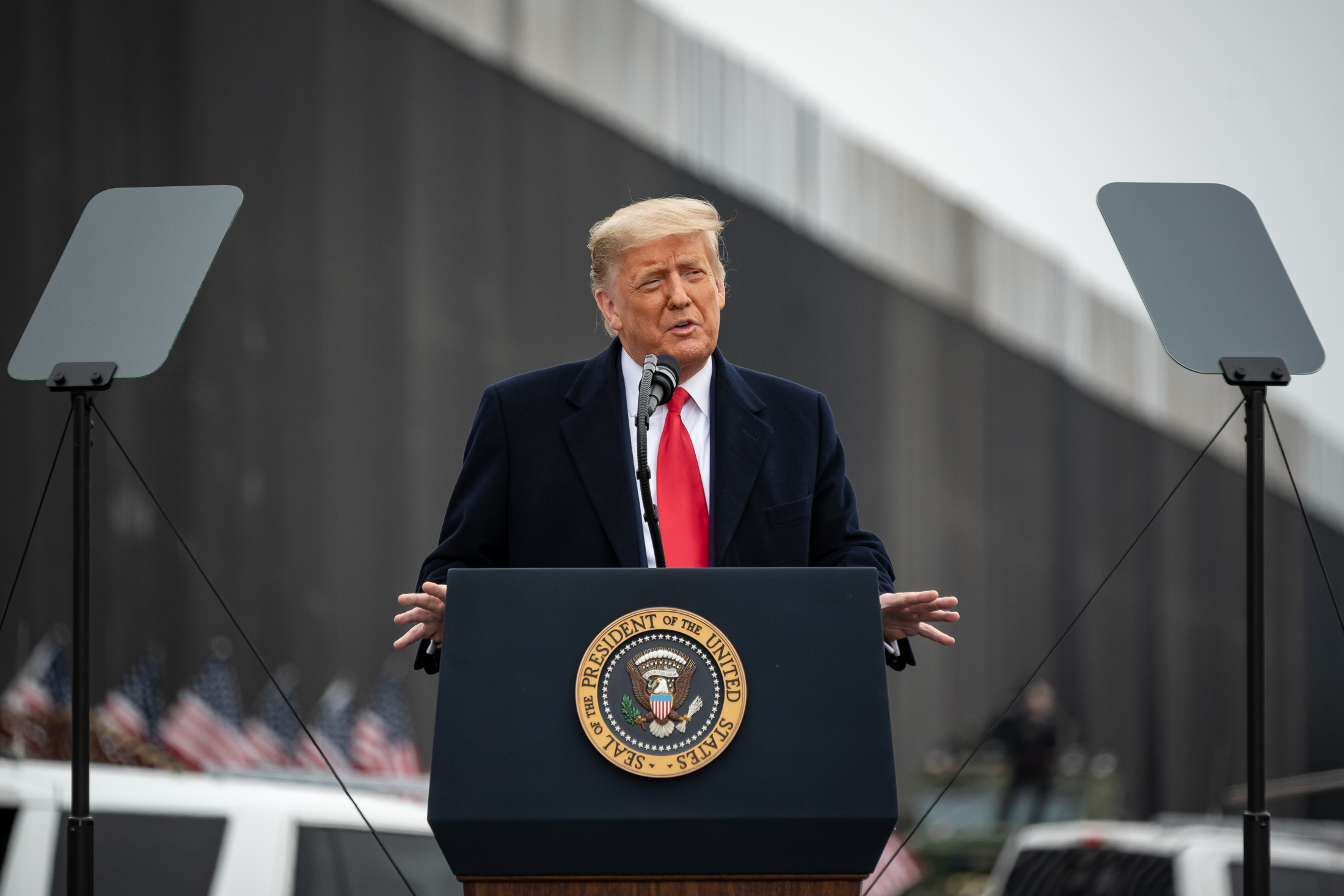
Il presidente Donald Trump il 12 gennaio 2021

La seconda procedura di impeachment contro Donald Trump, 45º presidente degli Stati Uniti, è stata avviata il 13 gennaio 2021 dalla Camera dei rappresentanti, una settimana prima della scadenza del mandato presidenziale. La procedura ha preso avvio dopo l'assalto al Campidoglio: Trump è stato accusato dai democratici e anche da alcuni repubblicani di essere responsabile dell'insurrezione, benché il presidente-eletto Joe Biden ne abbia opposto l'impeachment. Le accuse si basano sul discorso tenuto dallo stesso presidente alla Save America March, che contestava l'esito delle elezioni presidenziali, considerato da molti come un implicito invito ad assaltare il Campidoglio.
Si tratta del quarto impeachment nella storia statunitense e il primo che coinvolga per la seconda volta il medesimo presidente.
Parallelamente all'impeachment, è stato invocato il 25° emendamento con 223 voti favorevoli, 205 contrari e 5 astenuti. Nonostante questo il vice-presidente Mike Pence si è rifiutato di procedere con la rimozione del presidente.
L'11 gennaio 2021, un articolo di impeachment che accusava Trump di "incitamento all'insurrezione" contro il governo degli Stati Uniti e "azione illegale in Campidoglio" è stato presentato alla Camera dei Rappresentanti.
Con dieci rappresentanti del partito repubblicano che hanno votato a sostegno dell'accusa, la risoluzione ha ricevuto 232 voti a favore e 197 contrari.
Il 9 febbraio la procedura di impeachment è passata al Senato, dove 56 senatori (inclusi 6 repubblicani) hanno votato a favore della costituzionalità della messa in stato d'accusa dell'ex presidente.
Il 13 febbraio Donald Trump è stato assolto dal Senato con 57 voti a favore dell'impeachment e 43 contrari. Per procedere ne sarebbero serviti 67. Questa decisione perciò non escluse la possibilità per Trump di ricandidarsi alle elezioni presidenziali del 2024, a cui infatti partecipò e che vinse.

## Antefatti
Il 6 gennaio 2021, Trump ha tenuto un discorso alla "Marcia per salvare l'America" al National Mall, consigliando ai suoi elettori di marciare pacificamente verso il Campidoglio per evitare la certifica della vittoria di Joe Biden dal Congresso.
Quando il Congresso degli Stati Uniti si è riunito per certificare i voti elettorali delle elezioni presidenziali, gli elettori di Trump hanno attraversato il National Mall e hanno assaltato il Campidoglio provando a impedire che la vittoria di Biden venisse certificata dal Congresso. I manifestanti sono entrati illegalmente nel Palazzo e si sono riuniti sui fronti est e ovest della struttura, inclusa la piattaforma costruita per l'insediamento di Biden. Cinque persone sono morte nell'assalto, compreso un poliziotto del Campidoglio, mentre sono stati ritrovati alcuni esplosivi vicino alla struttura. Alcuni giorni dopo, un altro agente del Campidoglio si è suicidato. Inizialmente, Trump non prese misure per condannare l'assalto al Campidoglio ed in un discorso varie ore più tardi ha sottolineato ancora le sue teorie sulla frode elettorale. Qualche ora più tardi il Congresso si è nuovamente riunito e ha certificato i voti elettorali durante le prime ore del mattino del 7 gennaio. Trump ha infine rilasciato una dichiarazione annunciando che attuerà una "transizione ordinata" dei poteri durante il giorno dell'insediamento.

## Possibili scenari
Alcuni membri del Congresso, ma anche membri dell'amministrazione Trump, giornalisti politici o studenti di legge, hanno posto quattro scenari per la rimozione di Trump dalla carica di Presidente: dimissioni, invocazione del 14° emendamento, invocazione del 25° emendamento, oppure la messa in stato d'accusa.

### Dimissioni
Il Presidente degli Stati Uniti può dimettersi, e in tal caso il Vicepresidente assumerebbe la sua carica. Mentre l'articolo 2 della Costituzione degli Stati Uniti dice che i poteri e doveri del Presidente devolvono al Vicepresidente in caso di morte, dimissioni, incapacità o rimozione, John Tyler l'ha interpretato come se il Vicepresidente possa ascendere alla presidenza in questi casi, senza alcuna qualifica. Questa pratica venne codificata nel 1967, con il passaggio del 25° emendamento.
Se Trump si fosse dimesso, il Vicepresidente Mike Pence sarebbe diventato il 46º Presidente degli Stati Uniti d'America, il mandato più breve di sempre, dato che il 20 gennaio a mezzogiorno Joe Biden sarebbe diventato il 47º Presidente, battendo il record di William Henry Harrison, che morì 31 giorni dopo l'inaugurazione.
Sarebbe stata inoltre la seconda volta che un Presidente è stato costretto a dimettersi. La prima è stata nel 1974, con le dimissioni di Richard Nixon quando fu inevitabile che sarebbe stato processato per alto tradimento dopo lo scandalo Watergate.
A causa delle pressioni intense della sua amministrazione, Trump ha parlato di una normale transizione dei poteri in un discorso televisivo il 7 gennaio. L'8 gennaio alla Casa Bianca Trump ha rivelato che non sta considerando di dimettersi, lo ha specificato anche nei giorni successivi e ha anche ammesso che non ha paura di essere rimosso dalla carica.

### Il XIV emendamento
Il XIV emendamento della Costituzione degli Stati Uniti d'America parla dei diritti di cittadinanza e della uguale protezione sotto la legge e fu proposta in risposta ai problemi relativi agli ex-schiavi dopo la guerra civile americana. L'emendamento venne aspramente contestato, particolarmente dagli Stati Confederati sconfitti, che furono forzati a ratificarla per riottenere rappresentazione nel Congresso. La terza sezione dell'emendamento dice che una persona che ha partecipato in un'insurrezione dopo aver giurato di sostenere la Costituzione è squalificata dai compiti altrimenti permessi dal Congresso.
Alexandria Ocasio-Cortez è stata una dei Democratici che hanno supportato l'utilizzo del quattordicesimo emendamento contro Trump. In una lettera, Nancy Pelosi ha ringraziato i suoi colleghi per i loro contributi nella discussione del quattordicesimo emendamento.
Se Trump venisse rimosso dalla Presidenza grazie alla sezione terza del quattordicesimo emendamento, sarebbe anche la prima volta che viene utilizzata dal 1919, anno in cui Victor B. Berger, violando l'Atto di Spionaggio del 1917 per la sua fede anti-militarista, venne rimosso dalla sua carica nella Camera dei Rappresentanti. Sarebbe anche la prima applicazione dell'emendamento su un Presidente in carica.

### XXV Emendamento
Il XXV emendamento della Costituzione degli Stati Uniti d'America parla della successione presidenziale e dell'inabilità del Presidente di adempiere ai propri doveri. Anche se l'emendamento è stato utilizzato solo in situazioni sanitarie, la quarta sezione dice che il Vicepresidente, con una maggioranza dei segretari del Governo, può dichiarare l'inabilità del Presidente di portare avanti i suoi doveri ed assumere immediatamente i suoi poteri e doveri.
Se la quarta sezione del XXV emendamento venisse applicata, renderebbe Mike Pence il Presidente facente funzioni, assumendo i "poteri e i doveri". Trump rimarrebbe Presidente fino alla fine del mandato, anche se esautorato. La quarta sezione del XXV emendamento non è mai stata invocata finora. Pence, che dovrebbe richiedere la rimozione, ha detto che non invocherà il venticinquesimo emendamento contro Trump. Il XXV emendamento, comunque, fu creato per tutti i casi in cui il Presidente fosse fisicamente o psicologicamente incapacitato alla sua carica.

### Impeachmente condanna
Il processo di impeachment inizia alla Camera dei Rappresentanti, dove vengono proposti i processi di alto tradimento. Questi articoli sono poi votati dai membri della Camera. Ogni articolo è votato separatamente e richiede una semplice maggioranza per essere approvato. Dopo che viene approvato un articolo alla Camera, il Presidente è sotto accusa e gli articoli vengono spediti al Senato per aggiudicazione con un processo di alto tradimento. Ogni articolo richiede due terzi della maggioranza dei Senatori per essere approvato e se un articolo è approvato in Senato, il Presidente è condannato e successivamente rimosso dalla Presidenza. Si può anche votare per impedire all'ex-Presidente di ricandidarsi nuovamente, il voto passa con una semplice maggioranza del Senato dopo il primo voto di condanna.